# Кекур (Ленинское сельское поселение)
Кекур — деревня в Кудымкарском районе Пермского края. Входила в состав Ленинского сельского поселения. Располагается южнее от города Кудымкара. Расстояние до районного центра составляет 39 км. Через деревню протекает ручей, на котором устроен пруд. По данным Всероссийской переписи населения 2010 года, в деревне проживал 1 мужчина.

## История
По данным на 1 июля 1963 года, в деревне проживало 70 человек. Населённый пункт входил в состав Ленинского сельсовета.